# Diecezja Malaybalay
Diecezja Malaybalay, diecezja rzymskokatolicka na Filipinach. Powstała w 1969 z terenu diecezji Cagayan de Oro jako prałatura terytorialna. W 1982 podniesiona do rangi diecezji.

## Lista biskupów
- Francisco Claver, S.J. † (1969 - 1984)
- Gaudencio Rosales (1984 - 1992)
- Honesto Pacana, S.J. (1994-2010)
- José Cabantan (2010-2020)
- Noel Pedregosa (od 2021)